# Irun
Irun (Spaans: Irún, Baskisch: Irun) is een gemeente in de Spaanse provincie Gipuzkoa in de regio Baskenland met een oppervlakte van 43 km² tegen de grens met Frankrijk. In 2019 telde Irun 62 401 inwoners. Irun is de tweede stad van Gipuzkoa.

## Verkeer en vervoer
Door de ligging nabij de Spaans-Franse grens aan de Bidasoa is Irun een belangrijk commercieel en logistiek centrum. De stad heeft met station Irun een uitgebreide spoorweginfrastructuur omdat hier van de Franse normaalspoorrails wordt overgegaan op Iberisch breedspoor.
Parallel met deze breedspoorlijn loopt de smallere meterspoorweg waarop anno 2025 de enige reizigerstrein over de grens gaat (aan deze kant van Frankrijk). Deze voorstadsspoorlijn, Topo (San Sebastian), wordt gereden door de Baskische spoormaatschappij Euskotren.

## Demografische ontwikkeling
Bron: INE; 1857-2011: volkstellingen

## Sport
Op 20 oktober 2020 startte de wielerkoers Ronde van Spanje (Gran Salida) in Irun met een etappe naar Arrate. Nooit startte een grote ronde later in het jaar. De editie van 2020 zou aanvankelijk op 14 augustus 2020 in Utrecht starten, maar door de Coronapandemie werd de start uitgesteld en naar Spanje verplaatst. 

## Geboren in Irun
- Luis Mariano (1914-1970), Frans zanger van Baskische afkomst
- Juan Manuel Gárate (1976), profwielrenner
- Amaia Montero (1976), zangeres
- Javier Garrido (1985), voetballer
- Oier (1989), voetbalkeeper
- Haimar Etxeberria (2003), wielrenner

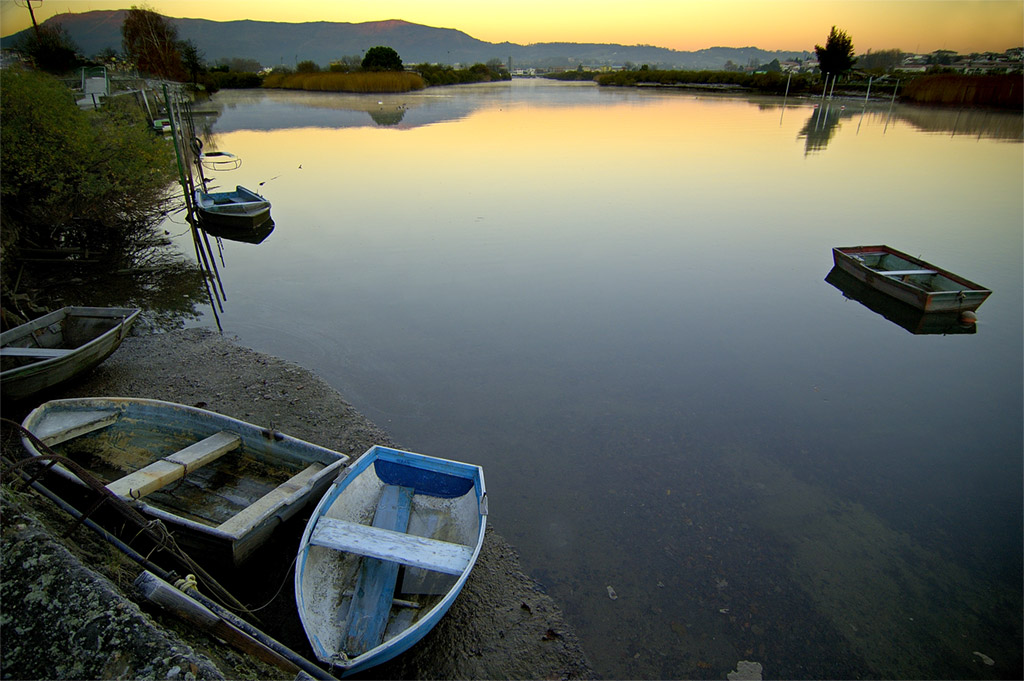
Rivier Bidasoa